# Mèo Ojos Azules
Mèo Ojos Azules là một giống mèo được phát hiện ở Hoa Kỳ vào năm 1984.

## Ngoại hình
Giống mèo Ojos Azules có kích thước trung bình và thường sẽ có những đốm trắng trên cơ thể. Đáng chú ý nhất là đốm trắng trên bàn chân và một màu trắng ở đuôi. Chúng có đôi mắt màu xanh nhưng không phải chỉ đơn giản là màu xanh thông thường mà là một màu xanh sâu thẳm, rực rỡ và biểu cảm và đây chắc chắn là điểm nhấn của khuôn mặt. Bộ lông của Ojos Azules ngắn, mềm và mượt, đầu hình tam giác với kích thước vừa phải. Cơ thể rắn chắc, vóc dáng cân đối khiến chúng di chuyển một cách duyên dáng và nhanh nhẹn.

## Tập tính
Giống mèo này khá thông minh và nhanh nhẹn. Chúng thích tham gia các hoạt động cùng con người. Mèo Ojos Azules cũng là một giống mèo ngoan ngoãn và dễ chỉ bảo.
Chúng khá tò mò và sẽ không bỏ qua cơ hội để khám phá, đặc biệt là nếu có những tiếng động kỳ lạ liên quan. Vì bản tính hiếu động này, cần trang bị cho chúng một số đồ chơi để ngăn chúng làm hư hại đồ đạc.

## Chăm sóc
Việc chăm sóc Ojos Azules cũng không chiếm quá nhiều thời gian của bạn. Bộ lông ngắn, mềm không đòi hỏi phải chải chuốt quá nhiều như các giống mèo khác. Chỉ cần đánh răng cho nó mỗi 2 tuần/ lần để đảm bảo vệ sinh răng miệng, hạn chế các bệnh liên quan.

## Lịch sử
Năm 1984, một nhóm các nhà khoa học đã khám phá ra một số giống mèo trong quần thể mèo hoang lang thang trong và xung quanh vùng New Mexico, Mỹ với đôi mắt mang màu xanh sâu thẳm. Họ đã giải cứu một con mèo cái với những mảng nâu và đặt tên cho nó là "hoa bông ngô". Khi "hoa bông ngô" đến tuổi, nó đã được thực nghiệm kết hợp với mèo đực không có cùng một thuộc tính vật lý nổi bật và cho ra đời một giống mèo với đôi mắt như mong muốn.
Một con mèo với đôi mắt màu xanh sapphire đã được phát hiện trong Windellama ở New South Wales, Úc, bởi A M Schneider. Kể từ đó đã không nhập khẩu của Ojus Azules đến Úc.
So với các giống mèo khác thường được bổ sung thêm màu sắc của lông và mắt, các thế hệ mèo Ojos Azules đã sinh ra vẫn có đôi mắt màu xanh đặc trưng. Các nhà khoa học tin rằng điều này có được ở loài mèo này là do một gen chi phối. Năm 1991, Hiệp hội mèo quốc tế (TICA) công nhận mèo Ojos Azules là một giống mới hoàn toàn độc lập. Tuy nhiên đến nay đây vẫn là một giống mèo hiếm, theo thống kê năm 1992 thì chỉ có 10 con mèo thuộc giống này và con số hiện tại vẫn chưa được khẳng định.